# Barraca de Cal Lluís
La barraca de Cal Lluís, o barraca B-19, és una barraca de vinya situada al municipi de Subirats (Alt Penedès), a 300 metres al sud-oest de la masia de Can Llopart.
Construïda en pedra seca, al costat d'un camp de vinya, de planta circular i forma troncocònica, de 2,60 m. de diàmetre interior i una alçada màxima de 2,35 m. La construcció és de la tipologia de sostre de falsa volta, típic en aquestes edificacions (acostament de filades de pedra seca, sense cap mena de material d'unió, i amb una gran llosa per tapar el sostre). Els blocs de pedra que formen el marc de la porta són de mida més gran que la resta, la llinda és plana. Un dels blocs del marc de la porta té gravada la data 1900. Destaca un mur de pedra, 2 metres de llargada, adossat a la barraca en una banda de la porta, neix a mitja alçada de la barraca i davalla fins a terra. El sostre de la barraca està recobert de lliris, planta que s'utilitza normalment per reforçar la unió de les pedres de la cúpula.
El portal, orientat al sud-est, té una alçada de 118 cm, una amplada de 60 cm i un gruix de 72 cm. La llinda és doble, de 115x20x37/37x10 juntes. L'estat de conservació és bo.
El codi utilitzat en la denominació d'aquesta barraca (lletra + número) procedeix d'un estudi realitzat per Araceli Soler i Jaume Rovira, que intenta sistematitzar la informació sobre aquests elements arquitectònics al terme de Subirats. La denominació 'Barraca de Cal Lluís' és el nom popular amb què es coneix aquest element.